# Ericeia optatura
Ericeia optatura là một loài bướm đêm trong họ Erebidae.